# Norsk blåstjärna
Norsk blåstjärna (Tractema verna) är en sparrisväxtart som beskrevs 1778 av William Hudson som Scilla verna. Arten ingår i blåstjärnesläktet och familjen sparrisväxter. Inga underarter finns listade i Catalogue of Life.

## Bildgalleri

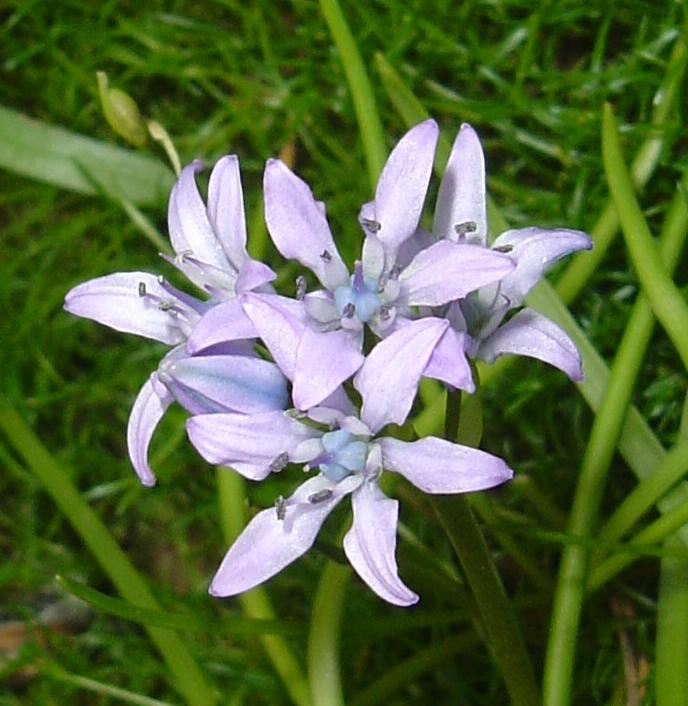
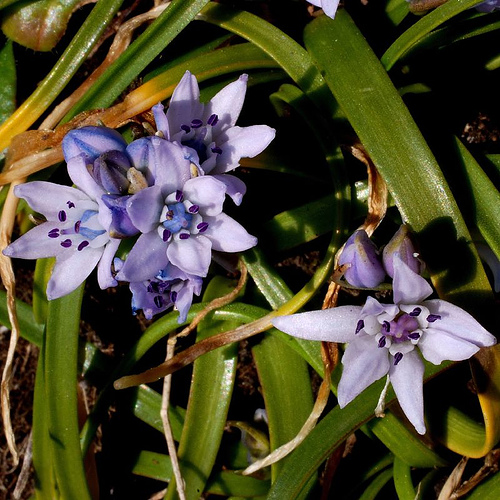
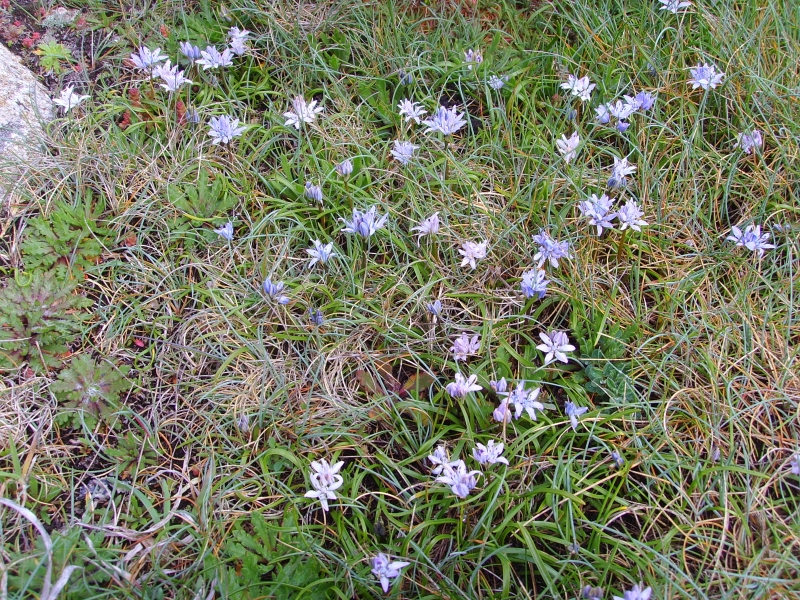